# Chaac

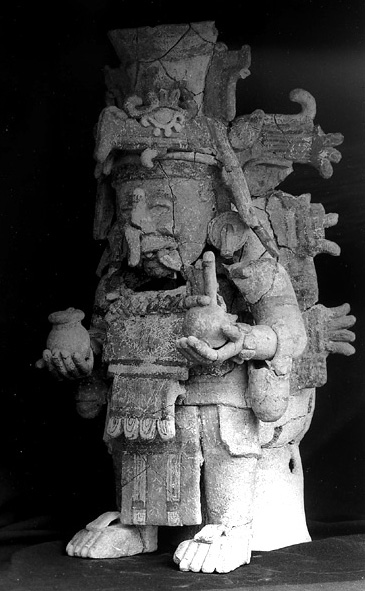
Chaac als offerpriester (Mayapán)

Chaac of Chaak (chac betekent rood) is de Yucateekse naam van de Mayagod van regen, vruchtbaarheid, wind, donder en bliksem, die als zodanig ook van groot belang voor de landbouw was. 

## Kenmerken
Hij bevond zich in de vier windrichtingen en nam daarvan de rituele kleuren aan.  In de voor-Spaanse tijd werd hij afgebeeld met een merkwaardige, plantaardig aandoende, soms slurf-achtige snuit en een menselijk lichaam met kenmerken van een reptiel. Soms had hij slagtanden en soms was hij tandeloos.  
Men associeert Chaac of Chaak met de kleur Maya-blauw waarmee offers en mensenoffers werden beschilderd.
Chaac werd door het getal 6 gesymboliseerd. Hij was de patroongod van de dag Ik (wind)
Chaac was een goedgunstige god, die regen en vruchtbaarheid bracht, maar hij was ook de god van wind, donder en bliksem.

## Verwantschap
Ook de Azteken vereerden een godheid die op Chaac leek (Tlaloc) en datzelfde geldt voor alle andere Mesoamerikaanse landbouwvolken. Chaac was het equivalent van de Mixteekse Dzahui, Totonaakse Tajín, Zapoteekse Cocijo en 'wellicht ook' de Taraskische Chupithiripeme.

## Chacs
In sommige teksten heeft Chaac vier manifestaties, verbonden met de hoofdrichtingen en 'wereldkleuren': noord/wit, zuid/geel, oost/rood en west/zwart. Chaac was op die manier nauw verbonden met de Bacabs, de vier oude mannen van het onderaardse, vooral ook van de onderaardse watervoorraden en rivieren. De Bacabs torsten de wereld en de jaren en stonden opgesteld op de vier hoeken van de Maya-wereld. Andere teksten verwijzen naar deze Chacs als zijn vier assistenten:
- Zac Xib Chac was wit (zac) en heerste over het noorden,
- Kan Xib Chac was geel (kan) en heerste over het zuiden,
- Chac Xib Chac was rood (chac) en heerste over het oosten,
- Ek Xib Chac was zwart (ek) en heerste over het westen.

## Bron
Het belangrijkste oud-Mayaanse vouwboek, de codex van Dresden, bevat zeer veel informatie over de regengoden, hun verblijfplaatsen, en de dagen voor regenrituelen. 

## Vorst en volk
De oud-Mayaanse vorsten hadden een bijzondere relatie met de regengod, van wie ze vaak de naam als titel droegen. Onder de traditionele Maya's spelen de regengoden nog steeds een voorname rol.